# Cattleya hispidula
Cattleya hispidula är en orkidéart som först beskrevs av Guido Frederico João Pabst och Arthur Ferreira de Mello, och fick sitt nu gällande namn av Van den Berg. Cattleya hispidula ingår i släktet Cattleya och familjen orkidéer. Inga underarter finns listade i Catalogue of Life.